# Asphodeline brevicaulis
Asphodeline brevicaulis är en grästrädsväxtart som först beskrevs av Antonio Bertoloni, och fick sitt nu gällande namn av Jacques Étienne Gay och John Gilbert Baker. Asphodeline brevicaulis ingår i släktet junkerliljor, och familjen grästrädsväxter.

## Underarter
Arten delas in i följande underarter:
- A. b. brevicaulis
- A. b. druzorum
- A. b. edumea